# Vukšić Donji
Vukšić Donji je naseljeno mjesto u sastavu distrikta Brčko, BiH.

## Geografski položaj
Udaljen je 12 kilometara od grada Brčkog. Kroz selo teku rijeke Tinja i Lomnica.
Selo je podijeljeno na 5 zaseoka: Budžaci, Tinjaši, Sveti Centar, Barnjaši i Drenava.

## Stanovništvo
| Vukšić Donji       |              |              |              |
| godina popisa      | 1991.        | 1981.        | 1971.        |
| Hrvati             | 633 (98,29%) | 711 (98,06%) | 767 (98,84%) |
| Srbi               | 3 (0,46%)    | 2 (0,27%)    | 9 (1,15%)    |
| Muslimani          | 1 (0,15%)    | 0            | 0            |
| Jugoslaveni        | 3 (0,46%)    | 8 (1,10%)    | 0            |
| ostali i nepoznato | 4 (0,62%)    | 4 (0,55%)    | 0            |
| ukupno             | 644          | 725          | 776          |